# Alžběta Bášová
Alžběta Bášová (* 22. října 1993) je česká badmintonistka, šestnáctinásobná mistryně České republiky v párových disciplínách.
Bášová je součástí české reprezentace, v letech 2020 a 2021 byla zvolena Badmintonistkou roku.
V letech 2011–2014 působila v brněnském klubu TJ Sokol Jehnice.

## Největší úspěchy
- Mistryně České republiky dospělých ve smíšené čtyřhře (11x)
- Mistryně České republiky dospělých ve čtyřhře žen (5x)
- Mistryně Evropy klubů 2022
- 5. místo na Evropských hrách v Baku 2015
- 1. místo na MM Švédska 2022
- 2. místo na MM Rakouska 2020
- 1. místo na MM ČR 2017, 2019
- 2. místo na MMČR 2013
- 1. místo na MM Slovenska 2012, 2013, 2016, 2017
- 2. místo na MM Maďarska 2012, 2014
- 3. místo na MM Estonska 2019
- 3. místo na MM Španělska 2016
- 3. místo na MM Polska 2016
- Pětinásobná mistryně ČR smíšených družstev (2012, 2013, 2014, 2016, 2017)
- Několikanásobná juniorská mistryně republiky ve dvouhře, čtyřhře a smíšené čtyřhře

Alžběta Bášová v současné době nastupuje v páru s finským kolegou Antonem Kaistim.